# 勒星頓 (明尼蘇達州勒蘇爾縣)
勒星頓（英語：Lexington）是位於美國明尼蘇達州勒蘇爾縣勒星頓鎮區的一個非建制地區。

## 地理
勒星頓所處的海拔為高於海平面315米（即1033英呎），而該地所採用的時區為UTC-6，即北美中部時區（CST）。同時該地設有夏令時間，為UTC-6調快一小時，即UTC-5（CDT）。